# Місто Володимира

Середмістя Києва:
Городище Кия
Місто Володимира
Місто Ярослава

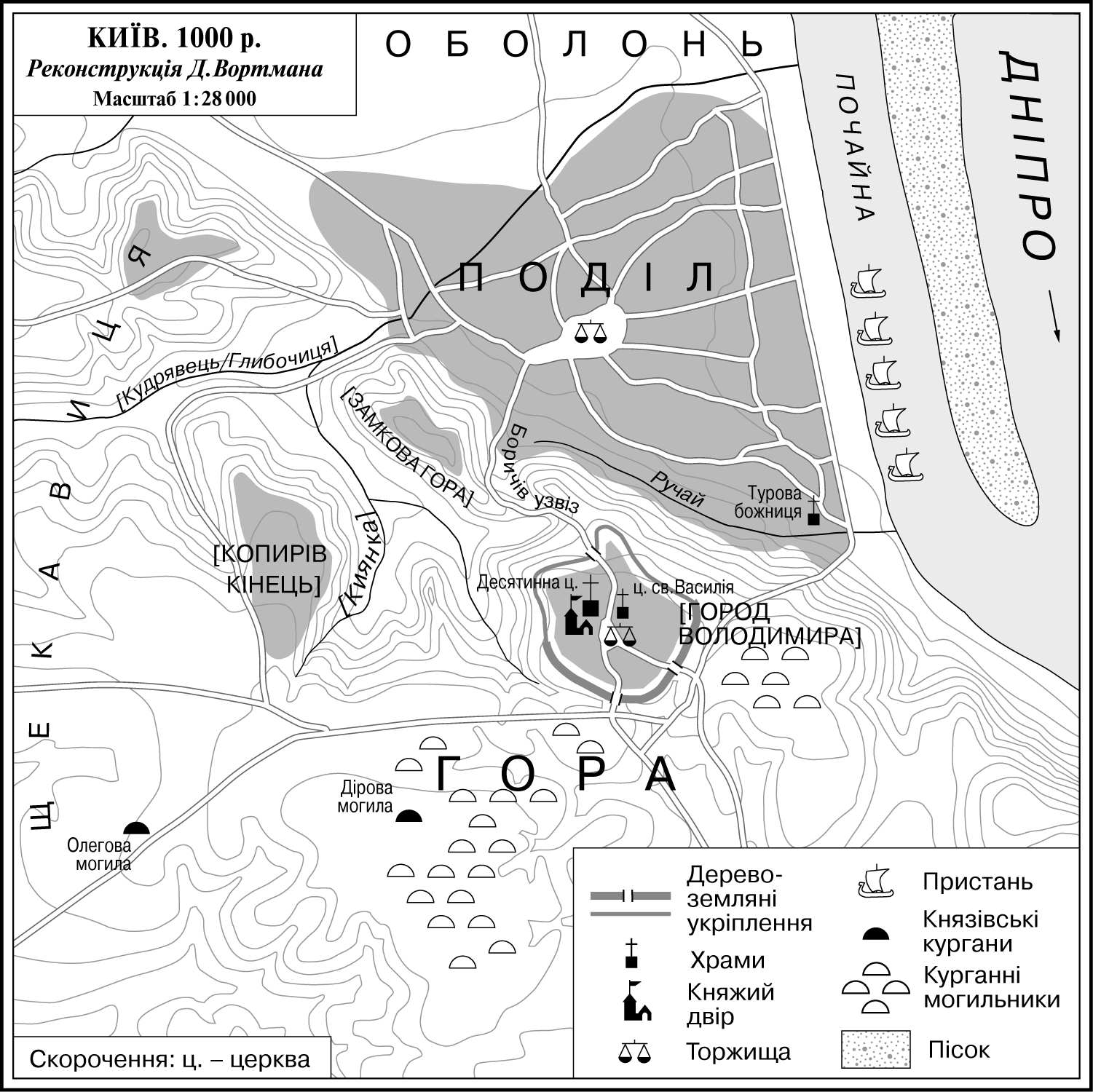
Місто Володимира та інші райони Стародавнього Києва, реконструкція на 1000 рік.

Місто Володимира або град Володимира — прийнята наукою назва київського дитинця кінця X — 1-ї половини XIII століть, збудованого під час князювання Володимира Великого.

## Межі та територія
Місто Володимира було обнесене земляним валом та ровом, які пролягали вздовж північних схилів Старокиївської гори на схід до урвища в районі сучасного фунікулера, далі повертали на південь по теперішній Михайлівській площі в напрямку вулиці Великої Житомирської та простягалися вздовж її правого боку до Гончарного яру (урочище Гончарі). На перетині вулиць Володимирської та Великої Житомирської знаходилися Градські (пізніше Софійські, Батиєві) ворота. Були ще також (опосередковано підтверджується літописними даними) дерев'яні ворота в районі нинішньої Михайлівської площі як вихід до Боричевого току, яким спускалися до пристані на Почайни.
Територія міста Володимира становила близько 10-12 га (за різними джерелами). Вали міста мали на гребені дерев'яні конструкції з дубових городень та до наших днів не збереглися. У давнину вони підновлювалися за правління Ярослава Мудрого, потім у XVII столітті, в часи Богдана Хмельницького і востаннє у XVIII ст. за фельдмаршала графа Христофора Мініха.

## Забудова міста
На території, яка до Володимира Великого була зайнята невеликим городком (Городок Кия) та курганами язичницького могильника, розгорнулося велике будівництво. Давній вал городища, кургани та насипи знесли, а рів засипали. Композиційним центром міста Володимира стала Десятинна церква (989—996), навколо якої містилися кам'яні палаци.
У літописі згадано міську площу Бабин торжок. Північно-східну частину дитинця займав великокняжий двір. На його території виявили залишки кам'яної ротонди XII-ХІІІ ст. Поруч містилися родові князівські та боярські садиби.
У XI-XII ст. у місті збудували Янчин (Андріївський) та Федорівський монастирі, Василівську (Трьохсвятительську) церкву.
Біля підніжжя Старокиївської гори лежали місцевості Кожум'яки, Гончарі та Дігтярі, де мешкали ремісники та прислуга (нині це місцина Гончарі-Кожум'яки).

## Парк Київська Русь
Місто Володимира та його об'єкти у V—XIII століттях за участі науковців НАН України відтворюються в натуральних розмірах у «Парку Київська Русь». Генеральний план відбудови міста затвержений Національною академією наук. Науковим керівником проекту виступає Гліб Івакін, заступник директора Інституту археології.